# Niue People’s Party
Die Niue People’s Party (NPP, auch: Niue People’s Action Party, dt.: „Volkspartei von Niue / Volks-Aktionspartei von Niue“) war eine Politische Partei in Niue. Sie wurde 1987 von Niueanern gegründet, die in Neuseeland lebten. Sie wurde 2003 aufgelöst. In dieser Zeit war sie die einzige Partei des Landes.
Bei den Parlamentswahlen in Niue 1987 gewann die Partei vier Sitze.
Erst 1996 zog sie jedoch in das Niue Fono Ekepule (Parlament) ein. Die Partei gewann die Wahlen 1999 und Sani Lakatani wurde Chief Minister. Nachfolger von Lakatani wurde 2002 Mititaiagimene Young Vivian, der ebenfalls Mitglied der NPP war. Die Partei errang in den Wahlen sechs Sitze im Parlament und unterstützte zusätzlich 14 der 20 gewählten Mitglieder um ihnen die Teilnahme an der Regierung zu ermöglichen.
Die Partei löste sich 2003 selbst auf, nachdem es zu internen Konflikten gekommen war. Seither gibt es keine eigenständige Partei in Niue.